# 日本地すべり学会
公益社団法人日本地すべり学会（にほんじすべりがっかい、英文名称 The Japan Landslide Society）は、地すべりや斜面崩壊、土砂災害など斜面の変動に関する現象や防災に関する研究を行う公益法人。

## 概要
わが国は環太平洋の島弧、プレートの沈み込み帯に位置し、火山が多く、地震も頻発する自然状況にある。また、降雨量も多く、国土の大半は山地となっており、こうした地形/地質・土木条件および気象条件が、斜面災害を発生しやすくしており、毎年のように、尊い人命を奪っている。こうしたわが国の自然・災害条件を背景に、1963年に日本地すべり学会が創立された。本学会は斜面変動・地すべりを専門に扱うわが国唯一の学会であり、大学や官公庁、コンサルタント会社などの技術者・研究者により構成され、地球物理学・地質学・地形学・地震学・砂防工学・防災工学・土木工学などの観点からの研究、学会誌「地すべり」の発行、シンポジウムの開催、災害調査団の派遣などの活動を行っている。

## 歴史
- 1963年11月 - 京都大学理学部地球物理学科名誉教授・京都大学防災研究所元所長の佐々憲三が創立し、初代会長を務める（第2代会長は谷口敏雄）
- 1999年 -  科学技術庁から社団法人日本地すべり学会として認可
- 2002年 -  地すべりに関する国際学会 (International Consortium on Landslides) に加盟
- 2012年10月 - 公益社団法人に移行[1]

## 組織
総会の下に執行部からなる理事会があり、さらにその下に各部門、委員会、支部が組織されている。また、役員を選任するための代議員は、正会員から投票により決定される。
- 執行部
  - 会長
  - 副会長
  - 専務理事
  - 理事
- 監事
- 部
  - 総務部
  - 事業計画部 - シンポジウム、イベント等の開催
  - 編集出版部 - 学会誌などの刊行物の編集・出版
    - 学会誌編集委員会
    - 出版委員会

  - 研究調査部 - 研究助成、および研究委員会の活動実施
    - 土砂災害緊急対応委員会

  - 国際部 - 海外研究機関との連携
- 委員会
  - 表彰委員会 - 学会賞の審査
  - 解説委員会 - 解説委員会の開催、災害時におけるメディア対応
  - ICL委員会
- 支部
  - 北海道支部
  - 東北支部
  - 新潟支部
  - 関東支部
  - 中部支部
  - 関西支部
  - 九州支部

会員数は、2015年11月20日現在1,508名である。

## 活動
定款に定める事業内容は以下の通り。
1. 斜面変動及びこれに関する諸現象ならびにその災害防止対策に関する調査、研究、受託及び助成
2. 斜面災害の発生時の緊急調査とそこで得られた知見の公開
3. 学会誌及び学術図書の発行
4. 研究発表会、シンポジウム、講習会、現地見学会等の開催
5. 内外の関連学協会との学術交流及び協力
6. 研究の奨励及び研究業績の表彰
7. 広く一般国民を対象とした普及講演会等の開催
8. その他、この法人の目的を達成するために必要な事業の実施

### 土砂災害緊急調査
激甚な地すべり等の災害や社会的影響が極めて大きい地すべり等の災害が発生した場合には、日本地すべり学会が緊急調査団を結成して現地調査を行う。国内外の多くの災害地に派遣されている。

### 刊行物
出版物・学会誌は学会事務局で買うことができる。学会誌は一冊2,200円。

### 学会賞
過去5年間の研究成果を対象に、推薦をもとに、以下の各賞が毎年決定される。
- 論文賞 - 地すべりに関する論文で，学術の進展に顕著な貢献をしたと認められるもの。
- 技術報告賞 - 学会誌に掲載された技術報告で，学術的価値，技術的価値が高いと認められるもの。
- 査読者賞 - 優れた査読を多く行い，学会誌の質的向上に貢献をしたと認められるもの。
- 研究奨励賞 - 地すべりに関する若手研究者の論文技術の進展に顕著な貢献をしたと認められるもの。
- 谷口賞 - 多年にわたり地すべり防止技術の発展に貢献したと認められるもの。
- 国際賞 - 国内外、特にアジア地域を中心に地すべり学の発展と技術開発・教育普及活動に多大な貢献があった国際的に評価が高い研究者・技術者・教育者。
- その他の賞 - 学会活動貢献賞、功績賞、学会活動特別表彰，功労賞，特別賞など
- 研究発表会若手優秀発表賞 - 研究発表会の発表において特に優れた発表を行った若手研究者・技術者・学生。（平成29年度から口頭発表とポスター発表の両方を対象として実施。